# Titularerzbistum Melitene
Melitene ist ein Titularerzbistum der römisch-katholischen Kirche.
Es geht zurück auf ein früheres Bistum der gleichnamigen antiken Stadt in der römischen Provinz Cappadocia bzw. in der Spätantike Armenia minor in der östlichen Türkei. 
| Titularerzbischöfe von Melitene |                                               |                                                             |                    |                   |
| Nr.                             | Name                                          | Amt                                                         | von                | bis               |
| 1                               | Francesco Federico Giordani                   | Koadjutorerzbischof der Erzeparchie Lemberg (Polen-Litauen) | 5. September 1725  | 30. Juli 1741     |
| 2                               | Gabriel de Torres y Navarra                   |                                                             | 18. September 1741 | 20. Juli 1757     |
| 3                               | Gabriel Maria Gravina OSB                     | Prälat von Santa Lucia del Mela (Italien)                   | 16. März 1818      | September 1818    |
| 4                               | Girolamo d’Andrea                             | Apostolischer Nuntius Kurienerzbischof                      | 12. Juli 1841      | 15. März 1852     |
| 5                               | Xavier de Mérode                              | Almosenier Seiner Heiligkeit                                | 22. Juni 1866      | 11. Juli 1874     |
| 6                               | Felice Maria de Neckere                       |                                                             | 17. September 1875 | 30. Januar 1903   |
| 7                               | Paolo Maria Barone                            | emeritierter Bischof von Casale Monferrato (Italien)        | März 1903          | 1909              |
| 8                               | Pasquale Guerini                              | emeritierter Erzbischof von Shkodrë (Albanien)              | 1910               | Februar 1911      |
| 9                               | Giovanni Vincenzo Bonzano                     | Apostolischer Delegat                                       | 2. Februar 1912    | 11. Dezember 1922 |
| 10                              | Augustin Marre OCSO                           | Generalabt der Trappisten                                   | 16. August 1923    | 6. September 1927 |
| 11                              | Alfred-Henri-Marie Baudrillart                | Rektor des Institut Catholique de Paris (Frankreich)        | 12. April 1928     | 16. Dezember 1935 |
| 12                              | Pierre-Florent-André du Bois de la Villerabel | emeritierter Erzbischof von Rouen (Frankreich)              | 6. Juli 1936       | 3. Januar 1938    |
| 13                              | Ettore Fronzi                                 | emeritierter Erzbischof von Camerino (Italien)              | 1938               | 19. Februar 1940  |
| 14                              | Juan Francisco Aragone                        | emeritierter Erzbischof von Montevideo (Uruguay)            | 20. November 1940  | 7. Mai 1953       |
| 15                              | James Robert Knox                             | Apostolischer Delegat Apostolischer Internuntius            | 20. Juli 1953      | 13. April 1967    |